# Rhinodrilus paradoxus
Rhinodrilus paradoxus är en ringmaskart som beskrevs av Perrier 1872. Rhinodrilus paradoxus ingår i släktet Rhinodrilus och familjen Glossoscolecidae. Inga underarter finns listade i Catalogue of Life.